# Trasíbulo
Trasíbulo (en griego: Θρασύβουλος, Thrasýbūlos; 455 a. C.-388 a. C.) fue un general ateniense y un líder de la facción democrática de Atenas. 
En el año 412 a. C., en el comienzo de un golpe de Estado oligárquico en Atenas, los marineros prodemocráticos de la isla de Samos le eligieron general, haciéndole el primer líder de una resistencia democrática contra el golpe de Estado. Como general, fue el responsable de hacer volver del exilio a Alcibíades, y los dos trabajaron juntos durante los años siguientes. En 411 y 410 a. C., Trasíbulo fue el comandante, junto con Alcibíades y otros, que obtuvo diversas victorias navales críticas.
Tras la derrota de Atenas en la guerra de Decelia (la última parte de la guerra del Peloponeso), Trasíbulo dirigió la resistencia contra el nuevo gobierno oligárquico, conocido como los Treinta Tiranos, que Esparta había impuesto a Atenas. En el año 404 a. C., dirigió una pequeña fuerza de exiliados que invadió el Ática y, en sucesivas batallas, derrotó primero a una guarnición espartana y luego a las fuerzas de los oligarcas. Tras estas victorias la democracia fue restablecida en Atenas. 
Trasíbulo, como líder de esta democracia revivida en el siglo IV a. C., defendió una política de resistencia contra Esparta y buscó restaurar el imperio ateniense. Murió en el año 388 a. C. dirigiendo una fuerza naval durante la guerra de Corinto.

## Inicios de su carrera
Apenas existe información acerca del comienzo de la vida de Trasíbulo y de sus primeros años. Su padre se llamaba Lico. y era nativo de la demarcación de Estiria en el Ática. Probablemente nació entre el 455 y el 441 a. C., aunque tampoco se puede descartar una fecha tan tardía como el 430 a. C. Estaba casado y tenía tres hijos. Algunos hechos parecen demostrar que pertenecía a una familia rica; tuvo el cargo de trierarca en varias ocasiones, que implicaba unos gastos personales elevados, y su hijo pudo pagar una multa importante de 10 talentos. Probablemente era también de familia aristocrática, puesto que su hija se casó con el nieto del noble Nicias.
Hacia el año 411 a. C. Trasíbulo se había establecido hasta cierto punto como un político prodemocrático, como luego dejaron claro los eventos posteriores. En cualquier caso, no es posible hacer un esquema de sus acciones hasta ese año, puesto que no se le menciona en ninguna fuente antes de esta fecha.
Como político, Trasíbulo defendió insistentemente una serie de políticas durante su carrera. Abogaba por el imperialismo y expansionismo ateniense, y era un fuerte apoyo de la democracia de Pericles. Parece que no fue un orador espectacular, aunque Plutarco comenta que tenía «la voz más alta de los atenienses». Durante su periodo de preeminencia dentro de la democracia, parece que dirigió lo que ahora podía denominarse una facción populista.

## El golpe de Estado de 411a.C.
En el año 413 a. C., una fuerza de expedición ateniense fue completamente exterminada en Sicilia. Tras esta derrota, Atenas se encontró haciendo frente a una crisis de una magnitud sin precedentes. Sus ciudades a través del mar Egeo comenzaron a rebelarse, y la flota del Peloponeso salió en su defensa. Buscando contener la crisis, Atenas gastó su fondo de reserva para reconstruir su flota y mandó las naves que le quedaban para establecer una base naval avanzada en Samos.
En esta atmósfera general de crisis, los aristócratas de Atenas que llevaban mucho tiempo deseando acabar con la democracia comenzaron a solicitar un cambio de gobierno, y formaron una conspiración para traer un gobierno oligárquico a Atenas. Sus planes incluían llamar a Alcibíades, que había sido exiliado anteriormente por el gobierno democrático. Estos oligarcas comenzaron sus planes en Samos, en donde lograron animar a una serie de oligarcas de la zona para comenzar una conspiración similar.
Ha ido surgiendo una controversia entre los historiadores modernos acerca de la participación de Trasíbulo en esta conspiración. Donald Kagan ha sugerido que Trasíbulo era uno de los miembros fundadores del plan de acción, y que pretendía apoyar a la oligarquía moderada, pero que se apartó debido a las acciones extremas llevadas a cabo por los conspiradores. R.J. Buck, por otro lado, mantiene que Trasíbulo no estuvo probablemente nunca envuelto en el complot, posiblemente por su ausencia de Samos en esas fechas.
En su retorno a Atenas, los conspiradores tuvieron éxito en acabar con el mando democrático e imponer una oligarquía de 400 dirigentes. En Samos, sin embargo, el golpe de Estado no funcionó igual de bien. Los demócratas de Samos se enteraron de la conspiración y lo notificaron a cuatro importantes atenienses; los generales León, Diomedonte, Trasíbulo y Trasilo, en ese momento un hoplita en las filas atenienses. Con el apoyo de estos hombres y de los soldados atenienses en general, los demócratas pudieron derrotar a los conspiradores cuando intentaron hacerse con el poder.
Se envió una nave a Atenas para notificar a la ciudad de su victoria contra los oligarcas. A su llegada, sin embargo, la tripulación fue arrestada, dado que sus noticias no eran en ningún modo bienvenidas para el nuevo gobierno oligarca. Al conocerlo, el ejército en Samos depuso a sus generales y eligieron nuevos generales que se sabía que apoyaban con mayor fuerza la democracia. Entre estos generales estaban Trasíbulo y Trasilo. El ejército, considerando que no se habían sublevado ellos, sino que había sido la ciudad la que se había sublevado, decidió defender la democracia mientras que seguía llevando a cabo la guerra contra Esparta.
Una de las primeras acciones de Trasíbulo como general fue traer de vuelta a Alcibíades, algo que había apoyado desde antes del golpe de Estado. Tras convencer a los marineros de apoyar su plan, Trasíbulo navegó para recoger a Alcibíades y le trajo de vuelta a Samos. El objetivo era atraerse el apoyo persa, que estaba del lado e Esparta, puesto que se pensaba que Alcibíades tenía una gran influencia con el sátrapa Tisafernes. Alcibíades fue elegido general junto con Trasíbulo y los demás. Poco después de esto, a continuación de la revuelta de Eubea, el gobierno de Los Cuatrocientos de Atenas fue depuesto y sustituido por una oligarquía más amplia, que finalmente daría lugar a la democracia.

## Al mando del ejército

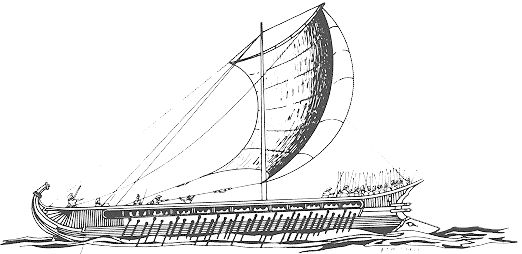
Un trirreme griego.

En los meses posteriores a esos hechos, Trasíbulo dirigió la flota ateniense en varios enfrentamientos de importancia. En la batalla de Cinosema dirigió un ala de la flota y evitó la derrota ateniense extendiendo su flanco para prevenir ser rodeados. La batalla terminó con victoria ateniense. Poco después Trasíbulo volvió a dirigir un ala de la flota ateniense en la batalla de Abidos, logrando otra victoria para los atenienses.
Trasíbulo estuvo de nuevo al mando de una escuadra de la flota ateniense en la batalla de Cícico, una victoria ateniense sorprendente. En esta batalla, los atenienses llevaron a la flota espartana a perseguir una pequeña fuerza dirigida por Alcibíades. Cuando los espartanos se habían alejado lo suficiente de tierra, dos escuadrones al mando de Trasíbulo y Terámenes aparecieron en la retaguardia y cortaron su retirada. Los espartanos fueron obligados a huir a una playa cercana, en donde Alcibíades desembarcó a sus hombres en un intento de capturar las naves espartanas. Los espartanos, sin embargo, con la ayuda del ejército persa, comenzaron a empujar a esta fuerza ateniense hacia el mar y Trasíbulo, viendo esto, desembarcó a sus propias fuerzas para liberar la presión temporalmente sobre Alcibíades, y mientras, ordenó a Terámenes unirse con las fuerzas de tierra atenienses cercanas y traerlas para unirse a los marineros y hoplitas en la playa. Los espartanos y persas, superados por la llegada de múltiples fuerzas desde varias direcciones, fueron derrotados, y los atenienses capturaron todas las naves que no fueron destruidas.

## Los Treinta Tiranos
En el año 404 a. C., después de la derrota de la batalla de Egospótamos, Atenas se vio obligada a rendirse, finalizando la guerra del Peloponeso. Después de la rendición, el navarca Lisandro impuso un gobierno estrictamente oligárquico a Atenas, que se conoció como los Treinta Tiranos. Este gobierno ejecutó a un cierto número de ciudadanos y les privó de casi todos sus derechos, volviéndose cada vez más extremistas, hasta el punto de que oligarcas moderados como Terámenes se encontraron yendo contra el gobierno y fueron ejecutados. Temiendo por su vida, muchos atenienses huyeron a Tebas.
Trasíbulo había sido uno de los primeros en oponerse a la oligarquía, y había sido exiliado a Tebas al poco de su llegada al poder. Ahí, fue bien recibido y apoyado por el líder tebano Ismenias y sus seguidores, que le ayudaron en preparar su regreso a Atenas, En el año 403 a. C., dirigió una partida de 70 exiliados para asediar Filé, una localidad defendible en el límite de Ática y Beocia. Una tormenta evitó que las fuerzas de los Treinta Tiranos les expulsasen inmediatamente, y numerosos exiliados se les unieron. Cuando la guarnición espartana de Atenas, apoyada por caballería ateniense, fue enviada a oponerse a ellos, Trasíbulo dirigió una fuerza ya de 700 hombres, un ataque sorpresa a la luz del día sobre su campamento, matando a 120 espartanos y poniendo al resto en fuga.
Cinco días después, Trasíbulo dirigió a sus fuerzas, que para entonces ya habían crecido tanto que pudo dejar a 200 hombres en Filé mientras que se llevaba a 1000 con él, al Pireo, el puerto de Atenas. Ahí fortificó la colina de Muniquia, que dominaba el puerto, y esperó el ataque. Las fuerzas de los Treinta Tiranos, ayudadas por la guarnición espartana, marcharon hacia el Pireo para atacarle. Trasíbulo y sus hombres se encontraban en inferioridad en una proporción de 5 a 1, pero mantenían una posición superior, y presumiblemente se beneficiaron de la consternación entre los oligarcas. En la batalla, los exiliados lograron poner en fuga a los oligarcas, matando a Critias, el líder de los Treinta Tiranos.
Después de esta victoria, los restantes de los Treinta Tiranos huyeron a Eleusis, y los que quedaron comenzaron a enfrentarse entre ellos. Se eligieron nuevos líderes, pero fueron incapaces de negociar con Trasíbulo, y se vieron obligados a acudir a Esparta a por ayuda. Sin embargo, desde Esparta no enviaron al agresivo Lisandro, sino que llegó Pausanias, mucho más conservador. En la batalla de El Pireo las fuerzas de Pausanias derrotaron por poco a los hombres de Trasíbulo, pero solo tras un gran esfuerzo, y, no deseando llevar el tema más allá, se llegó a un acuerdo entre las fuerzas de Trasíbulo y los oligarcas de la ciudad. Se restauró la democracia, a la vez que se permitió a los oligarcas que así lo quisieran retirarse a Eleusis.  En el poder, Trasíbulo propuso una ley que perdonaba a todos salvo algunos oligarcas, previniendo con ello las brutales represalias de los demócratas victoriosos. Trasíbulo recibió como condecoración por sus acciones una corona de olivo.

## Acciones posteriores
En la democracia reinstaurada en el año 403 a. C., Trasíbulo se convirtió en uno de los mayores y más prestigiosos líderes, aunque pronto fue sucedido en la cabeza del estado por Arquino. Trasíbulo parece que defendió una política más radicalmente democrática que la que la gente estaba dispuesta a aceptar en ese tiempo. Luchó por reinstaurar el pago por los servicios políticos y buscó extender la ciudadanía a todos los metecos, o extranjeros que habían luchado a su lado contra la oligarquía. En principio fue cauteloso en cuanto a provocar a Esparta, pero, cuando la ayuda persa comenzó a estar disponible al comienzo de la guerra de Corinto, se volvió un defensor de la acción agresiva, y parece que por este tiempo recuperó su preeminencia en la política ateniense. Inició la reconstrucción de las murallas entre Atenas y el Pireo (los llamados Muros Largos), que habían sido demolidos al final de la guerra del Peloponeso, y dirigió a los contingentes atenienses en la batalla de Nemea y en la batalla de Coronea. Estas dos derrotas, sin embargo, hirieron su posición política, y fue reemplazado en la cabeza del estado por Conón, cuya victoria en la batalla de Cnidos había acabado con los sueños espartanos de un imperio naval.
Trasíbulo desapareció de la vida pública durante varios años mientras que Conón dirigía a la flota ateniense en una serie de victorias, pero en el año 392 a. C. Conón fue encarcelado por el sátrapa persa de Sardes, Tiribazo, mientras asistía a una conferencia de paz en esa localidad. Aunque fue finalmente puesto en libertad, murió en Chipre antes de volver a Atenas. Trasíbulo, liderando la facción que buscaba rechazar la oferta de paz, recuperó su posición al frente de la política ateniense. En 389 a. C., dirigió una escuadra de trirremes para recaudar un tributo de ciudades a lo largo del mar Egeo y apoyar a Rodas, en donde un gobierno democrático estaba sufriendo el acoso de Esparta. En esta campaña, Trasíbulo desplegó gran parte de su esquema para un imperio ateniense según el modelo del siglo V a. C.: capturó Bizancio, impuso un impuesto en las naves que transitaran por el Helesponto, y recogió tributos de muchas islas del Egeo. En 388 a. C., mientras dirigía su flota al sur a través del Egeo, sus soldados asolaron los campos de Aspendo. En venganza, los aspendios atacaron el campamento ateniense por la noche y Trasíbulo fue asesinado en su tienda.
Las ganancias que Trasíbulo había conseguido en su campaña pronto fueron revertidas, sin embargo, por la intervención persa. Alarmados por la súbita reaparición de algo que se asemejaba al imperio ateniense que les había expulsado del Egeo en el siglo V a. C., los persas comenzaron a apoyar a Esparta y la flota persa pronto apareció en el Helesponto, amenazando el suministro de grano ateniense. La paz se firmó rápidamente, en los mismos términos que los atenienses la habían rechazado en el 392 a. C. Las campañas de Trasíbulo, si bien fueron impresionantemente exitosas a la hora de extender la influencia ateniense, tuvieron poco efecto a largo plazo, puesto que llevaron a Persia a forzar a los atenienses a dejar todo lo que habían logrado.

## Opiniones históricas
Trasíbulo ha sido reconocido ampliamente como un comandante de éxito. La mayor parte de los historiadores antiguos más importantes dieron el mérito de las victorias atenienses del año 411 a. C. a Alcibíades, pero unos pocos, como Cornelio Nepote, señalaron el papel decisivo que en estas batallas jugó Trasíbulo. Algunos historiadores más recientes, como Donald Kagan y R.J. Buck, han tendido a apoyar este análisis, apuntando al papel que Trasíbulo jugó en la planificación de la estrategia ateniense en todas estas batallas, y específicamente en la acción decisiva que tomó en Cícico, en donde salvó a las fuerzas de Alcibíades de ser destruidas, y dio la vuelta a una posible derrota ateniense y la convirtió en una importantísima victoria. R.J Buck ha sugerido que Trasíbulo sufrió una «tradición antidemocrática de la historiografía antigua», que llevó a muchos autores a minimizar los logros de uno de los defensores más fuertes de la democracia.
A lo largo de su carrera Trasíbulo defendió la democracia en Atenas frente a sus oponentes. Fue uno de los pocos ciudadanos prominentes a los que la isla de Samos confió la defensa de su democracia, y a quien la flota eligió para dirigirla tras el conflicto del año 400 a. C. Más tarde, oponiéndose a los Treinta Tiranos, Trasíbulo arriesgó la vida en situaciones que pocos lo habrían hecho, y sus acciones fueron responsables de la rápida recuperación de la democracia. En palabras de Cornelio Nepote, 

Esta acción tan noble, entonces, es enteramente de Trasíbulo; puesto que cuando los Treinta Tiranos nombrados por los Lacedemonios mantenían a Atenas oprimida y en un estado de esclavitud, y habían hecho desaparecer a parte del país, y habían asesinado a un gran número a otra parte de ciudadanos a quien la fortuna les había salvado de la guerra, y habían dividido las propiedades confiscadas entre ellos, él no fue el primero, sino el único hombre que les declaró la guerra.

John Fine apunta que la clemencia mostrada por Trasíbulo y otros demócratas tras su victoria sobre los Treinta Tiranos fue una contribución clave a la restauración de un gobierno estable en Atenas. Mientras que muchas polis griegas a lo largo y ancho de Grecia rompieron en un círculo vicioso de guerra civil y venganzas cruzadas, Atenas permaneció unida y democrática, sin interrupción, hasta casi el final del siglo III a. C., y la democracia, si bien interrumpida varias veces por conquistas o revoluciones, permaneció ahí hasta los tiempos romanos, varios siglos más tarde.
Por ello Trasíbulo ganó el reconocimiento por su patriotismo y sus principios democráticos. Ha sido criticado, sin embargo, por los historiadores modernos, por no haber sido capaz de reconocer que Atenas en el siglo IV a. C. no podía mantener una política imperialista. R.J. Buck sugiere que Trasíbulo, que había crecido en los días en los que la democracia y el imperio, bajo el mando de Pericles estaba en su máximo esplendor, nunca llegó a aceptar que las pérdidas devastadoras que Atenas había sufrido en la guerra del Peloponeso hacían que el retorno a esos tiempos fuera imposible.
Trasíbulo era un general capaz, particularmente exitoso en la guerra naval, y un orador competente, aunque frecuentemente eclipsado por líderes más carismáticos que él. Buck le ha comparado con Winston Churchill, otro abogado de las políticas imperialistas que se aferró a sus creencias después de que la historia se volviese contra él, y que llegó a su punto álgido en los momentos en que su país pasaba por su época más oscura. A través de sus dos décadas de prominencia, independientemente de si estaba en el liderazgo, Trasíbulo permaneció siendo un defensor de la democracia imperialista ateniense tradicional, y murió luchando por la misma causa que defendió en su primera aparición en el 411 a. C.